# Миколаївка (Волноваський район)
Микола́ївка — село Ольгинської селищної громади Волноваського району Донецької області України. Відстань до райцентру становить близько 21 км і проходить автошляхом місцевого значення.

## Новітня історія
4 жовтня 2014 року, захищаючи Батьківщину, віддав своє життя у бою поблизу села Миколаївка солдат 72-ї бригади Андрій Рава.

## Населення

### Мова
Розподіл населення за рідною мовою за даними перепису 2001 року:
| Мова       | Кількість | Відсоток |
| ---------- | --------- | -------- |
| українська | 1288      | 85.19%   |
| російська  | 222       | 14.67%   |
| вірменська | 1         | 0.07%    |
| румунська  | 1         | 0.07%    |
| Усього     | 1512      | 100%     |

За даними перепису 2001 року населення села становило 1512 осіб, із них 85,19 % зазначили рідною мову українську, 14,68 % — російську, 0,07 % — вірменську та білоруську мови.

## Відомі люди
Одним із найвизначніших уродженців села є Іван Дзюба, Герой України, український літературознавець, критик, громадський діяч, дисидент радянських часів, другий Міністр культури України (1992–1994), Академік НАН України, Головний редактор журналу «Сучасність», член редколегій наукових часописів «Київська старовина», «Слово і час», «Євроатлантика» тощо.